# بی‌رنج گنج میسر نمی‌شود
بی‌رنج گنج میسر نمی‌شود (انگلیسی: An Ache in Every Stake) یک فیلم کوتاه کمدی بزن‌بکوب از تیم کمدی سه کله‌پوک با هنرنمایی مو هاوارد، لری فاین و کرلی هاوارد و کارگردانی دِل لُرد است که در سال ۱۹۴۱ منتشر شد.
پلکانی درازی که در این فیلم دیده می‌شود، علیرغم شباهت‌های ظاهری، همان پلکانی نیست که در فیلم‌های دست مریزاد (۱۹۲۷) و جعبه موسیقی (۱۹۳۲) لورل و هاردی استفاده شده‌است. این پلکان، ۱۴۷ پله دارد و به یک بن‌بست منتهی می‌شود و در منطقهٔ سیلور لیک، لس آنجلس قرار دارد. فیلم‌برداری این فیلم مابین ۲۶ تا ۲۹ مارس ۱۹۴۱ انجام شد.

## بازیگران
- مو هاوارد
- لری فاین
- کرلی هاوارد
- ورنون دنت
- بلانش پیسون
- جینو کورادو
- بس فلاور